# 1923년 메이저 리그 베이스볼 시즌
1923년 메이저 리그 베이스볼 시즌(1923 Major League Baseball season)은 아메리칸 리그와 내셔널 리그 사이에 개최된 21번째 시즌이다.